# Heinrich Carl Küster
Heinrich Carl Küster (ur. 14 lutego 1807 w Erlangen zm. 17 kwietnia 1876 w Bambergu) – niemiecki malakolog i entomolog.
Studiował w latach 1826–1830 na Uniwersytecie w Erlangen, gdzie również uzyskał doktorat w 1839 r. Od 1836 był nauczycielem przedmiotów ścisłych w szkole handlowej (Gewerbschule) w Erlangen. Prowadził wyprawy naukowe na Sardynię (1831), jak również w Dalmacji i Czarnogórze (1840-41).

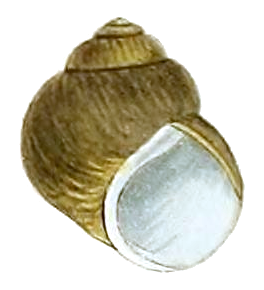
Lithoglyphus naticoides z Die Gattungen Paludina...

Był pomysłodawcą Die Käfer Europas, nach der Natur beschrieben (pol. dosł.: Chrząszcze Europy, opisane w naturze), wielotomowej serii (1844-12), którą kontynuował Ernst Gustav Kraatz i Friedrich Julius Schilsky. Był też autorem rysunków w pracy ornitologicznej Carla Wilhelma Hahna, Voegel, aus Asien, Africa, America, und Neuholland, in Abbildungen nach der Natur mit Beschreibungen.

## Publikacje
- Die Ohrschnecken in Abbildungen nach der Natur mit Beschreibungen, Nürnberg Bauer & Raspe 1844.
- Die Bulimiden und Achatinen in Abbildungen nach der Natur mit Beschreibungen, Nürnberg Bauer & Raspe 1845.
- Die Gattungen Umbrella und Tylodina, Nürnberg Bauer & Raspe 1862.
- Die Gattungen Paludina, Hydrocaena und Valvata. Systematisches Conchylien-Cabinet von Martini und Chemnitz: 1-56. Nurnberg, Bauer und Raspe. scan, 1852.